# Roztoki Dolne

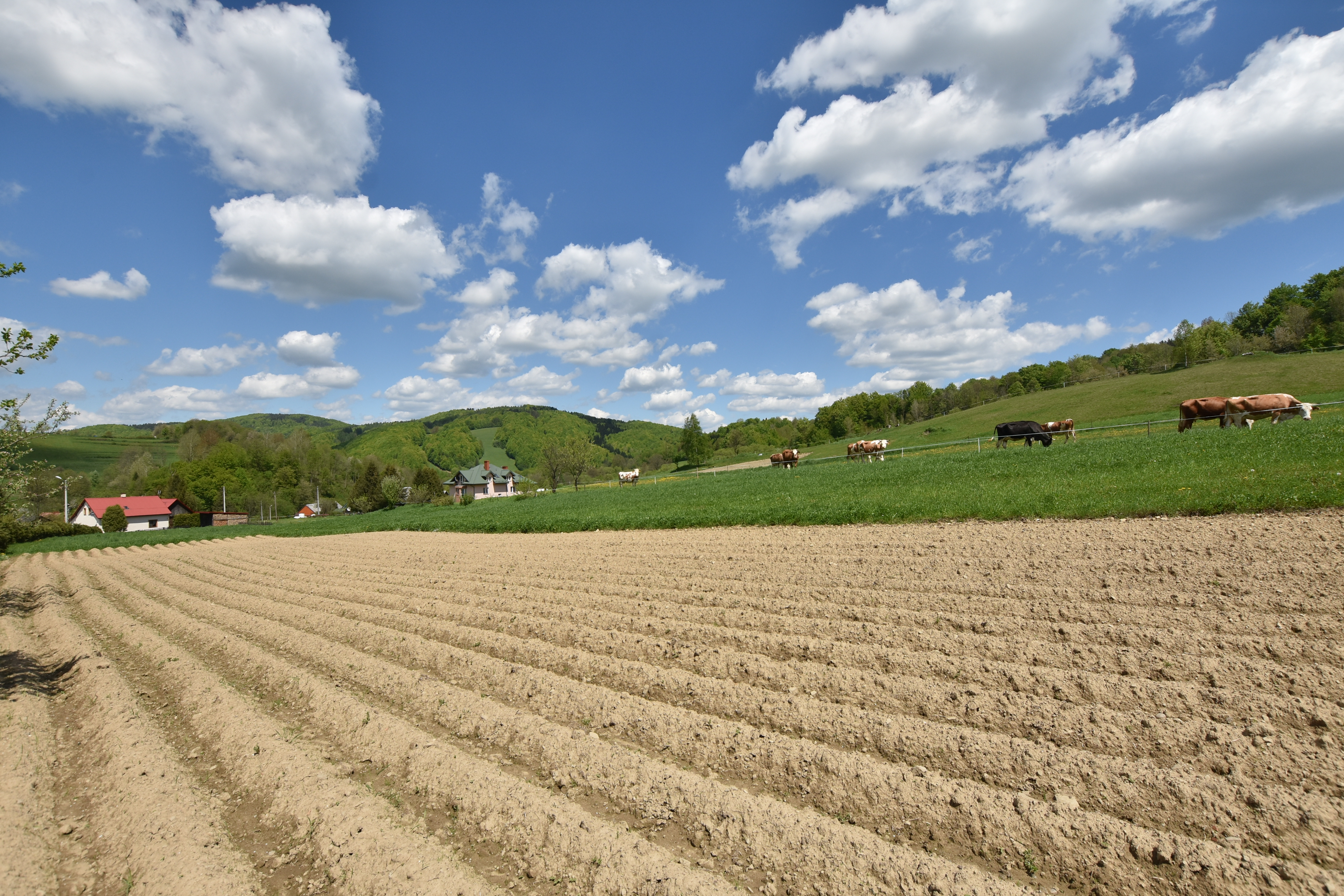
Widok na wieś

Roztoki Dolne (daw. Rostoki Dolne) – wieś w Polsce położona w województwie podkarpackim, w powiecie leskim, w gminie Baligród.
Wieś była w posiadaniu Mikołaja Herburta Odnowskiego około roku 1539. Wieś prawa wołoskiego w latach 1551–1600, położona w ziemi sanockiej województwa ruskiego. W połowie XIX wieku właścicielami posiadłości tabularnej Rostoki byli spadkobiercy Onufrego Truskolaskiego. Późniejszym właścicielem był Franciszek Truskolaski (zm. 1894).
W latach 1975–1998 miejscowość administracyjnie należała do województwa krośnieńskiego.